# Раух, Федерико
Федерико Раух или Фридрих Раух (9 августа 1790, Вайнхайм, курфюршество Пфальц — 28 марта 1829, Лас-Вискачерас, Аргентина) — немецкий военный на службе Аргентины, который активно участвовал в кампаниях, предшествовавших завоеванию пустыни против коренного населения, которые сменявшие друг друга аргентинские правительства проводили в третьем десятилетии XIX века, а также в гражданских войнах в этой стране.

## Биография
Родился 9 августа 1790 года в Вайнхайме, курфюршество Пфальц (сейчас — земли Баден-Вюртемберг, Германия).
Фридрих Раух приобрел опыт в прусской армии под командованием маршала Гебхарда Леберехта фон Блюхера, сыгравшего решающую роль в разгроме Наполеона в битве при Ватерлоо. После падения Наполеона он переехал в Рио-де-ла-Плата.

## Прибытие в Аргентину
Федерико Раух прибыл в Соединенные провинции Рио-де-ла-Плата 23 марта 1819 года и поступил в аргентинскую армию в звании второго лейтенанта по депеше, подписанной Верховным директором Соединенных провинций Рио-де-ла-Плата Хуаном Мартином де Пуэйрредоном.
Позднее, 7 сентября 1820 года, он был повышен до звания капитана, а 13 июня 1821 года до сержанта-майора. После повышения до сержанта-майора он был переведен в полк «Húsares de Buenos Aires», где и оставался до конца своей военной карьеры и достиг звания полковника, когда ему было всего 33 года.
Борьба Рауха с индейцами стала еще одной главой в кампаниях, предшествовавших завоеванию пустыни, которые привели к завоеванию пустыни в конце XIX века, предпринятому Адольфо Альсиной и Хулио Архентино Рока.

## Кампании полковника Федерико Рауха
Мартин Родригес провел три кампании против коренного населения вскоре после вступления в должность губернатора провинции Буэнос-Айрес, которые продолжались с 1820 по 1824 год. Родригес фактически делегировал командование своему министру Бернардино Ривадавии и посвятил себя ведению войны против индейцев пустыни на южной границе провинции. Губернатор Мартин Родригес выступал за проведение карательных кампаний, чтобы положить конец набегам коренных народов, которые преследовали южную границу провинции. В этой связи он сказал:
Опыт всего, что мы сделали, учит нас, как обращаться с этими людьми; Она приводит нас к убеждению, что война — единственное средство, основанное на принципе отказа от всех идей цивилизованности и рассмотрения их как врагов, которых необходимо уничтожить и истребить.
Полковнику Федерико Рауху было поручено защищать южную границу провинции Буэнос-Айрес. Он поддерживал Хуана Мануэля де Росаса и даже был награжден местными жителями и скотоводами за свою исключительную стойкость и эффективность в борьбе с индейцами. Благодаря своему личному авторитету в борьбе с индейцами он был известен как «хранитель границ», а за свои методы, спустя столетие после его смерти, он получил прозвище «Мясник Раух».
Во время Бразильской войны индейцы, осознавая слабость границы из-за вооруженного конфликта, в августе 1826 года совершилии набег с 400 копьями из Чили и еще 35 из банды братьев Пинчейра, опустошив Сальто и угнав весь скот. В сентябре состоялся новый набег, в котором приняли участие роялисты из Лас-Брускаса, в результате которого были разорены Долорес, Часкомус и Монсальво. Около 1000 человек напали на скот в Серрильяда-де-лос-Уэсос и угнали его. 11 сентября 1826 года подполковник Морель был разбит 700 индейцами под командованием вождя Мулато и стрелками Пинчейра под командованием Годе в битве при Тольдос-Вьехосе, что вызвало большую тревогу среди национальных властей.
Учитывая эту ситуацию и для того, чтобы исправить шаткость границ, в 1826—1827 годах Федерико Раух провел три военные кампании, в ходе которых граница была установлена от Мелинкуэ, проходя через Фуэрте Федерасьон (основан 27 декабря 1827 года, где возник город Хунин), 25 мая и Тапальке до мыса Корриентес. Все они были актами возмездия против коренных жителей, которые незадолго до этого совершали набеги, грабили животных и убивали жителей сельских районов.
Полковеник Федерико Раух предпринял три военных кампании против местныого коренного населения. 25 октября 1826 года он выступил в первый поход с 800 солдатами из Тольдос-Вьехос, примерно в 50 км к юго-западу от Долорес. В ноябре 1826 года он предпринял второй поход во главе 1200 солдат из 5-го, 6-го и 7-го кавалерийских полков. В январе 1827 года Федерико Раух осуществил свой третий поход против индейцев. Во всех трех случаях успех был полным: коренным народам был нанесен огромный ущерб, а скот и пленники были спасены.
24 февраля 1827 года президент Соединенных провинций Рио-де-ла-Плата Бернардино Ривадавия издал документ, который послужил преамбулой к вручению сабли в честь Пруссии.
В своих военных отчетах полковник Раух так отзывался о побежденном коренном населении:
«Сегодня, 18 января 1828 года, чтобы сэкономить патроны, мы убили 27 ранкелесов».
В марте 1828 года Федерико Раух принял на себя командование фортом Федерасьон.

## Поражение и смерть
После революции в Буэнос-Айресе в декабре 1828 года, в ходе которой генерал-унитарий Хуан Лавалье сместил федерального губернатора Мануэля Доррего, Федерико Раух встал на сторону революционного лидера. Он запросил у нового губернатора провинции разрешение отступить в Буэнос-Айрес, и командование «Фуэрте Федерасьон» перешло обратно к полковнику Эскрибано, также стороннику Лавалье.
В начале следующего года он снова отправился в поход при поддержке гаучо и индейцев, чтобы противостоять федералистам, которых возглавлял Хуан Мануэль де Росас, в составе войск которого также были гаучо и индейцы.
Раух потерпел поражение в битве при Вискачерасе, которая произошла 28 марта 1829 года, в ходе которой его пронзил копьем вождь племени ранкелей Никасио Масиэль по прозвищу Арболито. Вместе с Раухом были убиты его заместитель, полковник Николас Медина, и другие офицеры. Раух был обезглавлен, его голову сначала бросили в дверь матери будущего федерального полковника Пруденсио Арнольда, которого Раух якобы поклялся убить, а затем с триумфом отвезли в город Буэнос-Айрес и бросили на улице в центре города в качестве вызова.